# Municipio de Bark River
El municipio de Bark River (en inglés: Bark River Township) es un municipio ubicado en el condado de Delta en el estado estadounidense de Míchigan. En el año 2010 tenía una población de 1578 habitantes y una densidad poblacional de 13,35 personas por km².

## Geografía
El municipio de Bark River se encuentra ubicado en las coordenadas 45°42′39″N 87°17′39″O / 45.71083, -87.29417. Según la Oficina del Censo de los Estados Unidos, el municipio tiene una superficie total de 118.22 km², de la cual 118,07 km² corresponden a tierra firme y (0,12 %) 0,15 km² es agua.

## Demografía
Según el censo de 2010, había 1578 personas residiendo en el municipio de Bark River. La densidad de población era de 13,35 hab./km². De los 1578 habitantes, el municipio de Bark River estaba compuesto por el 94,11 % blancos, el 0,38 % eran afroamericanos, el 2,92 % eran amerindios, el 0,38 % eran asiáticos, el 0,19 % eran de otras razas y el 2,03 % eran de una mezcla de razas. Del total de la población el 0,44 % eran hispanos o latinos de cualquier raza.